# Drosophila suzukii
Espèce
Drosophila suzukii (le moucheron asiatique ou la drosophile japonaise ou drosophile à ailes tachetées) est une espèce d'insectes diptères de la famille des Drosophilidae, originaire d'Asie du Sud-Est. Cette mouche appartient au même sous-groupe du genre Drosophila que Drosophila melanogaster.
Cette espèce, invasive en Amérique du Nord et en Europe, est un ravageur redoutable des petits fruits (cerise, fraise, framboise, myrtille, prune...). Apparue en France en 2010, elle est aujourd'hui présente sur l'ensemble du territoire.
Contrairement aux femelles des autres espèces du genre qui pondent dans des fruits en surmaturité, les femelles de cette espèce pondent dans les fruits avant qu'ils ne soient mûrs. Présente dans un nombre croissant de pays, dont en Europe, D. suzukii est un ravageur majeur des cultures fruitières à l'échelle mondiale.

## Description
L'adulte est un moucheron. C'est un insecte de petite taille, 2 à 3 mm de long, aux yeux rouges, au thorax brun clair ou jaunâtre, portant des bandes transversales noires sur l'abdomen. Les antennes sont courtes et trapues avec une arista plumeuse. Le dimorphisme sexuel est évident : les mâles présentent une tache sombre sur le premier bord supérieur de chaque aile et les femelles, qui ne portent pas ces taches, sont plus grandes que les mâles et possèdent un long ovipositeur pointu et dentelé.
Les œufs, de forme ovale (le petit axe mesure 0,2 mm), sont d'un blanc laiteux, avec à une extrémité deux filaments (aéropyles) de 0,4 à 0,6 mm de long.
Les larves, en forme d'asticots, sont blanches (les organes internes sont visibles) avec des pièces buccales noires. Elles connaissent trois stades de développement larvaire et atteignent 5,5 mm de long sur 0,8 mm de large au dernier stade.
Les pupes, fusiformes, sont de couleur brun rougeâtre.

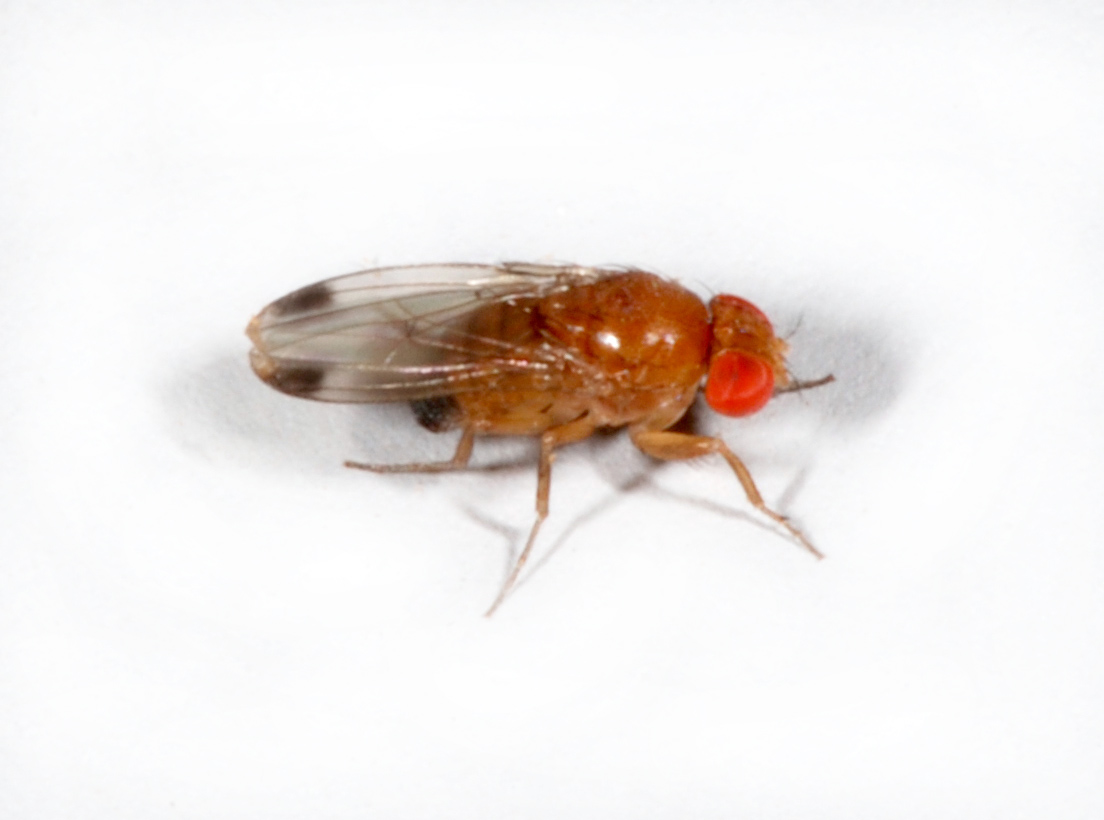
Mâle adulte.
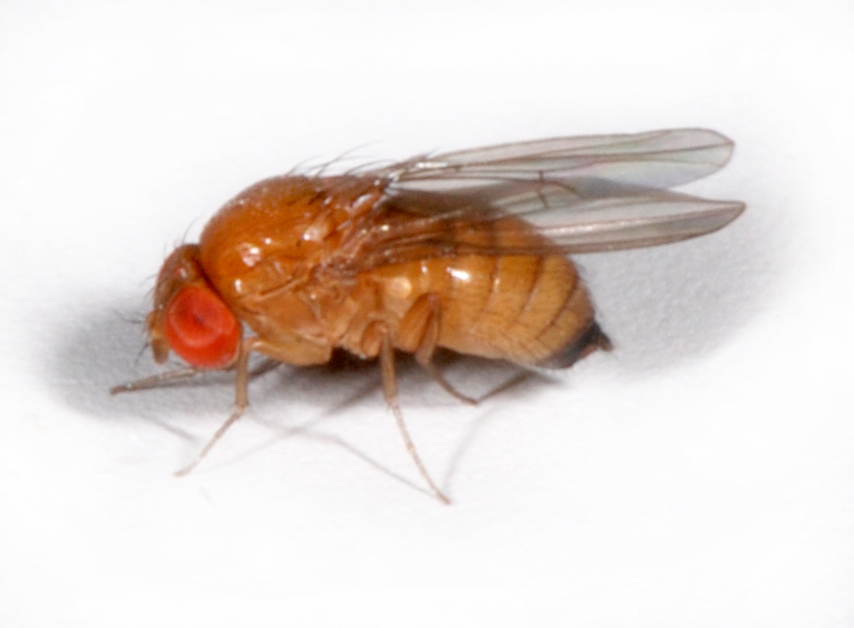
Femelle adulte.

Lorsque Drosophila suzukii a été observée pour la première fois dans certaines régions, elle a pu être confondue avec la trypète occidentale des cerises (Rhagoletis indifferens).
La mouche de la cerise (Rhagoletis cerasi) est nettement plus grande que Drosophila suzukii (jusqu'à 5 mm) et présente un motif de bandes sombres sur ses ailes au lieu de la tache distinctive  de Drosophila suzukii. Les taches caractéristiques sur les ailes du mâle de Drosophila suzukii lui ont valu le nom commun de « drosophile à ailes tachetées ».
Au contraire des autres mouches des fruits qui sont surtout attirées par les fruits pourris ou fermentés, la femelle de Drosophila suzukii attaque les fruits frais et mûrs en utilisant son ovipositeur en forme de scie pour pondre ses œufs sous la peau tendre du fruit. Les larves éclosent et se développent à l'intérieur du fruit, détruisant ses vertus alimentaires et éventuellement sa valeur commerciale. Les fruits colonisés deviennent mous sur un des côtés (celui où le moucheron a pondu ses œufs). Une possibilité est de récolter les fruits avant maturité.

## Espèce envahissante

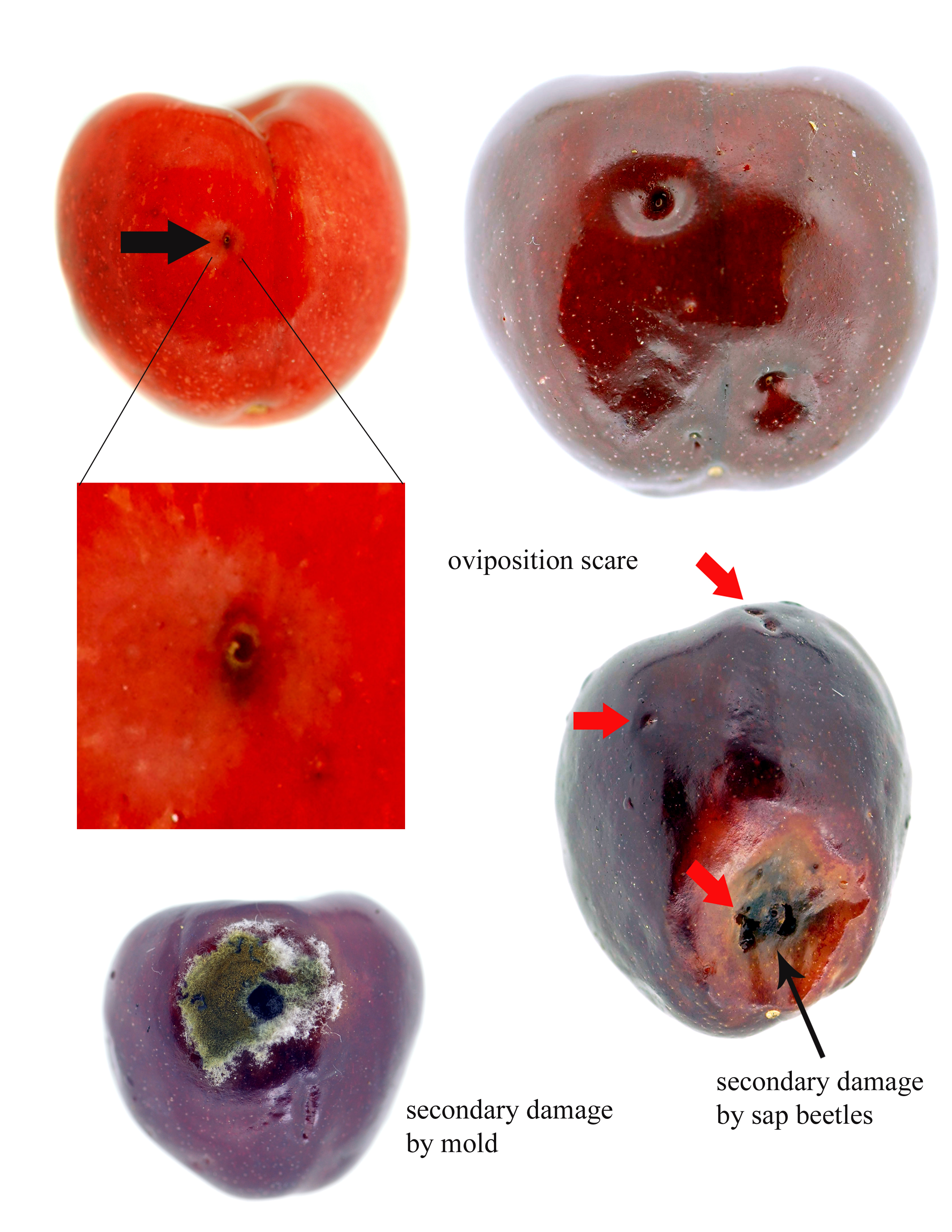
Dégâts causés par l'insecte sur la cerise.

Découverte en 1916 au Japon, elle est dans les années 1930 largement observée au Japon, en Corée et en Chine.
Elle est décrite comme espèce particulière en 1931.
Elle est introduite aux États-Unis ; on l'observe à Hawaï dans les années 1980 puis sur la côte Ouest des États-Unis en 2008, puis sur la côte Est en 2010.
En 2009, l'espèce est détectée en Europe : en Italie (province de Trente), en Espagne (Catalogne). En 2010, la présence de Drosophila suzukii est confirmée en Corse. Cette mouche est ensuite signalée dans le Nord et l'Est de la France (bassin parisien, Picardie, Lorraine, Alsace), où elle cause des dégâts importants, notamment dans les champs de fraisiers. Elle s'est aussi largement propagée en Allemagne et depuis l'an passé[Quand ?] dans les vignobles belges, lorrains et alsaciens uniquement sur le raisin noir.

## Lutte
Les agriculteurs producteurs de fruits sont très démunis car aucune protection mise en œuvre n'est vraiment satisfaisante.
Les mesures prophylactiques mises en œuvre  :
- pose de filets à mailles extrêmement serrées (problème d'attaque fongique par mauvaise circulation de l'air, temps de pose et prix des filets élevés impossible à répercuter sur le prix de vente des fruits, pollinisation impossible des plants de fraisiers remontants, réduction de la photosynthèse) ;
- traitements des fruits avec les produits phytosanitaires de synthèse autorisés (adaptation des nouvelles générations de Drosophila suzukii à une molécule donnée extrêmement rapide, produits destructifs et non sélectifs sur la faune, coûts en temps de traitement et prix des produits difficile à répercuter sur le prix de vente des fruits) ;
- mise en place autour et dans les parcelles de pièges à vinaigre spécifiques (efficacité aléatoire et coûts en temps de fabrication, pose et entretien importants et difficile à répercuter sur le prix de vente des fruits).

En France, des équipes de l'INRA se sont attaquées à ce fléau, axant leurs travaux sur la lutte biologique via les parasitoïdes exotiques,,.